# Тръпко Попмаков
Тръпко Попмаков е български просветен деец от ранното Българско възраждане. Роден е в Охрид. Учи в гръцко училище в Москополе. Връща се в Охрид където става гръцки учител.